# Pax et gaudium
pax et gaudium („Friede und Freude“; aus lateinisch pax ‚Friede‘; et ‚und‘; gaudium ‚Freude‘) war eine Druck-Zeitschrift, die sich mit Geschichte und historischem Reenactment befasste. Ihr Schwerpunkt lag im Bereich des Mittelalters.
pax et gaudium erschien bis Juli 2008 (Nr. 35) zweimonatlich mit einer Druckauflage von 46.000 bis 50.000 Exemplaren. Im Jahr 2007 erfolgte die Publikation im Wechsel mit pax Geschichte, die im jeweils erscheinungsfreien Monat herausgegeben wurde. Jede Ausgabe befasste sich mit einem Schwerpunktthema sowie anderen Artikeln aus dem Bereich der Geschichte. Mit der Herausgabe der selbständigen Zeitschrift pax Geschichte widmete sich diese vorwiegend dem klassischen Geschichtsjournalismus, während pax et gaudium verstärkt die Veranstaltungsszene betreute.
pax et gaudium wurde vom Ludwig-Fischer-Verlag, Mechernich-Kommern publiziert. Die Zeitschrift wurde 2008 eingestellt.
Seit 2012 ist pax et gaudium – Das Online-Magazin für Geschichte ein reines Online-Magazin u. a. mit einem Veranstaltungskalender für Reenactment-Veranstaltungen und Informationen zu MIttelalter-Vereinen.